# Wspólnota administracyjna Hinterzarten
Wspólnota administracyjna Hinterzarten – wspólnota administracyjna (niem. Vereinbarte Verwaltungsgemeinschaft) w Niemczech, w kraju związkowym Badenia-Wirtembergia, w rejencji Fryburg, w regionie Südlicher Oberrhein, w powiecie Breisgau-Hochschwarzwald. Siedziba wspólnoty znajduje się w miejscowości Hinterzarten, przewodniczącym jej Hansjörg Eckert.
Wspólnota administracyjna zrzesza dwie gminy wiejskie:
- Breitnau, 1 958 mieszkańców, 39,90 km²
- Hinterzarten, 2 627 mieszkańców, 33,36 km²